# Баранівський провулок (Житомир)
 Баранівський провулок — провулок в Богунському районі Житомира.
Напрямковий топонім, назву бере від міста Баранівка.

## Розташування
Провулок знаходиться в місцині Мальованка. Місцевість відома також як Закам'янка.

## Історія
Провулок та його забудова формувалися у 1950 — 1960-х роках.
До 1993 року був частиною 2-го Піонерського провулку (нині провулок Олени Левчанівської).
Рішенням сесії Житомирської міської ради від 28 березня 2008 року № 583 «Про затвердження назв топонімічних об'єктів у місті Житомирі» для об'єкту було затверджено назву «Баранівський провулок».